# Gmina Wolbórz
Die Gmina Wolbórz  ist eine Stadt-und-Land-Gemeinde im Powiat Piotrkowski der Woiwodschaft Łódź in Polen. Ihr Sitz ist die gleichnamige Stadt mit etwa 2330 Einwohnern. Zum 1. Januar 2011 wurde Wolbórz zur Stadt erhoben.

## Gliederung
Zur Stadt-und-Land-Gemeinde gehören neben der Stadt Wolbórz folgende 22 Dörfer mit einem Schulzenamt:
Bogusławice
Brudaki
Golesze Duże
Kaleń
Komorniki
Kuznocin
Lubiaszów
Lubiatów
Młoszów
Młynary
Polichno
Proszenie
Psary Stare
Psary Witowskie
Psary-Lechawa
Stanisławów
Studzianki
Swolszewice Duże
Świątniki
Wolbórz
Żarnowica Duża
Żywocin
Weitere Ortschaften der Gemeinde sind:
Adamów
Apolonka
Bogusławice (osada)
Bronisławów
Dąbrowa
Dębina
Dębsko
Golesze Małe
Golesze-Parcela
Janów
Kolonia Dębina
Krzykowice
Kula
Leonów
Lubiatów-Zakrzew
Marianów
Modrzewek
Noworybie
Polichno-Budy
Studzianki-Kolonia
Węgrzynów
Żarnowica Mała
Żywocin (gajówka)
Żywocin (kolonia)
Żywocin (leśniczówka)